# 超級偶像9
《超級偶像9》（簡稱《超9》），是台灣電視歌唱選秀節目《超級偶像》的第九屆賽事，三立都會台於2014年4月6日起每週日晚間10點整首播，東森綜合台於2014年6月6日起每週五晚間7點整首播（自2014年7月14日起至2014年8月25日止調整為每週一晚間7點整播出）。本屆主要評審陣容有  陳子鴻、陳秀珠、黃韻玲、包偉銘、金智娟。

## 概說
製作人楊元麟說，以往選秀節目都是封閉式賽制，改版的《超偶》採開放的「擂台賽」，每周都有新選手上場PK，將更懸疑刺激，獲勝者有高額獎金衛冕，要連續衛冕25關才會發EP。評審陳秀珠、陳國華、陳子鴻、金智娟等人都續留，另外包偉銘、黃韻玲、許常德也在此屆加入評審陣容。

## 播出時間

### 首播
| 頻道       | 所在地 | 播出日期       | 首播時間           |
| ---------- | ------ | -------------- | ------------------ |
| 三立都會台 | 臺灣   | 2014年4月6日起 | 每週日 22:00-24:00 |

### 重播
| 頻道            | 所在地 | 播出日期                    | 重播時間                             |
| --------------- | ------ | --------------------------- | ------------------------------------ |
| 三立都會台      | 臺灣   | 2014年4月12日起             | 每週六11:00~13:00                    |
| 三立都會台      | 臺灣   | 2014年4月12日~2014年8月2日  | 每週六17:30~19:30、每週日09:00~11:00 |
| 三立都會台      | 臺灣   | 2014年8月23日               | 18:00~20:00                          |
| 三立都會台      | 臺灣   | 2014年8月30日               | 20:00~22:00                          |
| 東森綜合台      | 臺灣   | 2014年6月6日~2014年7月11日  | 每週五19:00~21:00                    |
| 東森綜合台      | 臺灣   | 2014年7月14日~2014年8月25日 | 每週一19:00~21:00                    |
| TVB Good Show台 | 香港   | 2014年10月24日起            | 每週五、六 22:00-24:00               |

## 賽事紀錄

### 全新賽制
「三位衛冕者與六位挑戰者之較量」－每集六位挑戰者將進行第一輪演唱，前三名取得向衛冕者挑戰的資格，連續衛冕25關可得獎金30萬；衛冕至第10關及第20關，可選擇帶走獎金或繼續比賽。

### 正式賽程
| 集數 | 首播日期   | 收視率 | 比賽主題                              | 被淘汰者／備註                                                      |
| --- | ---------- | ------ | ------------------------------------- | ------------------------------------------------------------------- |
| 01 | 2014/04/06 | 1.07   | 衛冕寶座爭奪戰                        | 陳大中、李昱婕、涂新怡、劉芷杉、林沛蓉 李享諭、孫旻成、詹濬騰、胡事怡 |
| - 本次評審：陳國華、包偉銘、陳子鴻、陳秀珠 - 比賽規則：本集為第一集，將有12位挑戰者爭取衛冕資格，第一輪演唱取前六名後，進行第二輪PK賽，最終由獲勝三人坐上今日衛冕者寶座。 - 比賽結果：12位參賽者中，有9人遭到淘汰，共計3位參賽者晉級。方奕翔、黃姿鳴、黃丹喬為衛冕者，累積獎金一萬元。 |            |        |                                       |                                                                     |
| 02 | 2014/04/13 | 1.97   | 第一階段6取3資格賽 第二階段衛冕PK賽   | 呂芸芸、李安美、陳韋伊 葉奕麟、魏嘉瑩、方奕翔                       |
| - 本次評審：陳國華、包偉銘、陳子鴻、陳秀珠 - 比賽規則：本集為第二集，將有6位挑戰者爭取衛冕資格，第一輪演唱取前三名後，進行第二輪PK賽，最終由獲勝三人坐上今日衛冕者寶座。 - 比賽結果：9位參賽者中，有6人遭到淘汰，共計3位參賽者晉級。謝夢萍為新科衛冕者，累積獎金一萬元，黃姿鳴、黃丹喬為衛冕者，累積獎金兩萬元。 |            |        |                                       |                                                                     |
| 03 | 2014/04/20 | 0.47   | 第一階段6取3資格賽 第二階段衛冕PK賽   | 鄧瑋承、吳曼玄、侯嘉菱 吳穎儀、范亞宣                               |
| - 本次評審：陳國華、包偉銘、陳子鴻、陳秀珠 - 比賽規則：將有6位挑戰者爭取衛冕資格，第一輪演唱取前三名後，進行第二輪PK賽，最終由獲勝三人坐上今日衛冕者寶座。 - 比賽結果：9位參賽者中，有5人遭到淘汰，共計4位參賽者晉級。衛冕者黃姿鳴、黃丹喬累積獎金三萬元，謝夢萍累積獎金兩萬元。挑戰者陳霆瑋獲得下週挑戰機會。 |            |        |                                       |                                                                     |
| 04 | 2014/04/27 | 0.91   | 第一階段6取3資格賽 第二階段衛冕PK賽   | 陳霆瑋、劉鎧維、張露露 蘇侯宇、王盈仁、黃姿鳴                       |
| - 本次評審：陳國華、包偉銘、陳子鴻、陳秀珠 - 比賽規則：將有6位挑戰者爭取衛冕資格，第一輪演唱取前三名後，進行第二輪PK賽，最終由獲勝三人坐上今日衛冕者寶座。 - 比賽結果：10位參賽者中，有6人遭到淘汰，共計4位參賽者晉級。張法民為新科衛冕者，累積獎金一萬元，黃丹喬（維持衛冕資格）、謝夢萍累積獎金三萬元。挑戰者陳宜佳獲得下週挑戰機會。 |            |        |                                       |                                                                     |
| 05 | 2014/05/04 | 0.91   | 第一階段6取3資格賽 第二階段衛冕PK賽   | 陳宜佳、黃尹浩、楊若芹、華芷萱 邱婉琳、黃丹尼、張法民               |
| - 本次評審：陳國華、包偉銘、陳子鴻、陳秀珠 - 比賽規則：將有6位挑戰者爭取衛冕資格，第一輪演唱取前三名後，進行第二輪PK賽，最終由獲勝三人坐上今日衛冕者寶座。 - 比賽結果：10位參賽者中，有7人遭到淘汰，共計3位參賽者晉級。林先愛為新科衛冕者，累積獎金一萬元，黃丹喬累積獎金五萬元、謝夢萍累積獎金四萬元。 |            |        |                                       |                                                                     |
| 06 | 2014/05/11 | 0.91   | 美女與野獸6搶3 美女野獸PK衛冕者       | 黃彥翔、巴燕巴尚、劉宴如 林先愛、謝夢萍                             |
| - 本次評審：陳國華、包偉銘、陳子鴻、陳秀珠 - 比賽規則：將有6位挑戰者爭取衛冕資格，第一輪演唱取前三名後，進行第二輪PK賽，最終由獲勝三人坐上今日衛冕者寶座。 - 比賽結果：9位參賽者中，有5人遭到淘汰，共計4位參賽者晉級。游詩潔、陳廷軒為新科衛冕者，各累積獎金一萬元，黃丹喬（維持衛冕資格）累積獎金五萬元。挑戰者王瑋閔獲得下週挑戰機會。 |            |        |                                       |                                                                     |
| 07 | 2014/05/18 |        | 風雲人物6搶3 風雲人物PK衛冕者         | 王瑋閔、陳旻婕、游子儀、譚嘉儀 陳旻筠、楊京偐、陳廷軒                 |
| - 本次評審：許常德、包偉銘、陳子鴻、陳秀珠 - 比賽規則：將有6位挑戰者爭取衛冕資格，第一輪演唱取前三名後，進行第二輪PK賽，最終由獲勝三人坐上今日衛冕者寶座。 - 比賽結果：10位參賽者中，有7人遭到淘汰，共計3位參賽者晉級。張語噥為新科衛冕者，累積獎金一萬元；黃丹喬累積獎金七萬元；游詩潔累積獎金二萬元。 |            |        |                                       |                                                                     |
| 08 | 2014/05/25 |        | 實力唱將6搶3 實力唱將PK衛冕者         | 武均亭、黃逸倫、金昕濠 張峻鵬、何彥臻、楊鍾玉                       |
| - 本次評審：金智娟、包偉銘、陳子鴻、陳秀珠 - 比賽規則：將有6位挑戰者爭取衛冕資格，第一輪演唱取前三名後，進行第二輪PK賽，最終由獲勝三人坐上今日衛冕者寶座。 - 比賽結果：9位參賽者中，有6人遭到淘汰，共計3位參賽者晉級。黃丹喬累積獎金八萬元；游詩潔累積獎金三萬元；張語噥累積獎金二萬元。 |            |        |                                       |                                                                     |
| 09 | 2014/06/01 |        | 金牌殺手6搶3 金牌殺手PK衛冕者         | 成文艷、雲 嫣、羅友志 汪愷沂、陳鈺涵、林志航                        |
| - 本次評審：陳國華、順 子、陳子鴻、陳秀珠 - 演唱嘉賓：陳詩妤《心口的微光》 - 比賽規則：將有6位挑戰者爭取衛冕資格，第一輪演唱取前三名後，進行第二輪PK賽，最終由獲勝三人坐上今日衛冕者寶座。今晚獲得最高分選手，將可獨得價值八萬元的品木宣言護膚保養品組。 - 比賽結果：9位參賽者中，有6人遭到淘汰，共計3位參賽者晉級。黃丹喬累積獎金九萬元；游詩潔累積獎金四萬元；張語噥累積獎金三萬元。游詩潔獲得當晚最高分，獲得價值八萬元的贊助獎品。 |            |        |                                       |                                                                     |
| 10 | 2014/06/08 |        | 挑戰丹喬資格賽 衛冕寶座爭奪戰         | 呂海妮、黃裕文、林佑詩 張千羚、南志騰、陳藍                         |
| - 本次評審：陳國華、金智娟、陳子鴻、陳秀珠 - 比賽規則：將有6位挑戰者爭取衛冕資格，第一輪演唱取前三名後，進行第二輪PK賽，最終由獲勝三人坐上今日衛冕者寶座。黃丹喬增設第十關限制，僅能以唱跳歌曲取勝；由得分最高者直接PK黃丹喬，順利過關將進行大抉擇。 - 比賽結果：9位參賽者中，有6人遭到淘汰，共計3位參賽者晉級。黃丹喬累積獎金十萬元，並選擇繼續衛冕；游詩潔累積獎金五萬元；張語噥累積獎金四萬元。 |            |        |                                       |                                                                     |
| 11 | 2014/06/15 |        | 都會男女6搶3 都會男女PK衛冕者         | 劉姵君、李睿凌、簡 寧 廖品安、郭文漢、王怡婷                        |
| - 本次評審：金智娟、包偉銘、陳子鴻、陳秀珠 - 演唱嘉賓：李千娜《心花開》 - 比賽規則：將有6位挑戰者爭取衛冕資格，在第一輪演唱完畢後，統一公布分數並取前三名，進行第二輪PK賽，最終由獲勝三人坐上今日衛冕者寶座。 - 比賽結果：9位參賽者中，有6人遭到淘汰，共計3位參賽者晉級。黃丹喬累積獎金十一萬元；游詩潔累積獎金六萬元；張語噥累積獎金五萬元。 |            |        |                                       |                                                                     |
| 12 | 2014/06/22 |        | 反差歌手6搶3 反差歌手PK衛冕者         | 徐煜宸、江思穎、陳棟樑 侯玫琳                                       |
| - 本次評審：金智娟、包偉銘、陳子鴻、陳秀珠 - 演唱嘉賓：許哲珮《催眠》 - 比賽規則：將有6位挑戰者爭取衛冕資格，在第一輪演唱完畢後，統一公布分數並取前三名，進行第二輪PK賽，最終由獲勝三人坐上今日衛冕者寶座。 - 比賽結果：9位參賽者中，有4人遭到淘汰，共計5位參賽者晉級。黃丹喬累積獎金十二萬元；游詩潔（維持衛冕資格）累積獎金六萬元；張語噥（維持衛冕資格）累積獎金五萬元。挑戰者陳俊熙、丁文淞獲得下週挑戰機會。 |            |        |                                       |                                                                     |
| 13 | 2014/06/29 |        | 三取一挑戰賽 雙重壓力賽               | 張心綾、黃翊翔、劉季龍 陳俊熙、丁文淞                               |
| - 本次評審：金智娟、許常德、陳子鴻、陳秀珠 - 比賽規則：因應兩組平手組合，該集第一階段賽制變更為由三位挑戰者先行演唱，勝出者直接挑戰黃丹喬；第二階段，分為挑戰者及衛冕者進行PK，主持人成雙方導師給予建議，每位選手演唱二回合，二首歌分數相加較高即勝出。 - 比賽結果：8位參賽者中，有5人遭到淘汰，共計3位參賽者晉級。黃丹喬累積獎金十三萬元；游詩潔累積獎金七萬元；張語噥累積獎金六萬元。 - 相關資訊：主持人郭靜因新專輯宣傳期加上籌備演唱會，於該集結尾時正式宣布暫別超級偶像主持崗位。（外傳由莎莎接替主持）                                                                 |            |        |                                       |                                                                     |
| 14 | 2014/07/06 |        | 六取三資格賽 人氣應援大考驗           | 陳巧如、龔琮堯、王睿 陳岢鋐、林志祥                                 |
| - 本次評審：金智娟、許常德、陳子鴻、陳秀珠 - 比賽規則：將有6位挑戰者爭取衛冕資格，在第一輪演唱完畢後，統一公布分數並取前三名，進行第二輪PK賽，最終由獲勝三人坐上今日衛冕者寶座。 - 比賽結果：9位參賽者中，有5人遭到淘汰，共計4位參賽者晉級。黃丹喬累積獎金十四萬元；游詩潔累積獎金八萬元；張語噥（維持衛冕資格）累積獎金六萬元。挑戰者楊詩𡟚獲得下週挑戰機會。 - 相關資訊：本集女主持人由旺福主唱瑪靡代班。該集片尾時播出江明娟演唱新歌《放了》。 |            |        |                                       |                                                                     |
| 15 | 2014/07/13 |        | 導師加持四取二 向評審宣戰             | 吳昕恩、周佳萱、柯君穎 楊詩𡟚                                       |
| - 本次評審：包偉銘、黃韻玲、陳子鴻、陳秀珠 - 演唱嘉賓：品冠《愛情那麼傻》 - 比賽規則：由於上週楊、張兩人平手，故本週僅有4位挑戰者前來挑戰，並安排兩位神秘導師（小鐘、葉秉桓）和挑戰者進行合唱，分數較高的前兩名，將可挑戰衛冕者。 - 比賽結果：8位參賽者中，有4人遭到淘汰，共計4位參賽者晉級。黃丹喬（維持衛冕資格）累積獎金十四萬元；游詩潔累積獎金九萬元；張語噥累積獎金七萬元。挑戰者唐漢霄獲得下週挑戰機會。 - 相關資訊：莎莎於該集正式接棒為新女主持人。 |            |        |                                       |                                                                     |
| 16 | 2014/07/20 | 0.68   | 神級人物三取一 神曲挑戰賽             | 浦郁康、陳冠妤、黃燕玲 唐漢霄、游詩潔                               |
| - 本次評審：包偉銘、黃韻玲、陳子鴻、陳秀珠 - 演唱嘉賓：丁噹《我沒那麼愛你》 - 比賽規則：由於上週唐、黃兩人平手，故本週僅有3位挑戰者前來挑戰，分數最高者將直接挑戰張語噥；而將衛冕十關的游詩潔，將面對兩位金曲魔王的PK考驗。 - 比賽結果：7位參賽者中，有5人遭到淘汰，共計2位參賽者晉級。黃丹喬累積獎金十五萬元；張語噥累積獎金八萬元；游詩潔挑戰衛冕十關失利，遭到淘汰。 |            |        |                                       |                                                                     |
| 17 | 2014/07/27 |        | 六取四挑戰賽 千萬點擊歌曲衛冕賽       | 馬夏冠儀、王美君、陳威融 林文弘、關芃壬                             |
| - 本次評審：包偉銘、黃韻玲、陳子鴻、陳秀珠 - 比賽規則：由於上週衛冕者游詩潔遭淘汰，衛冕者出現空缺；故第一階段賽事將由六位挑戰者選出前四高分進入第二階段衛冕賽，前二高分將PK取得衛冕者位置，三、四名則抽籤對上原衛冕者。 - 比賽結果：8位參賽者中，有5人遭到淘汰，共計3位參賽者晉級。黃丹喬累積獎金十六萬元；張語噥累積獎金九萬元；新科衛冕者黃燕玲累積獎金一萬元。 - 相關資訊：該集片尾時播出劉思涵演唱新歌《半醒》。 |            |        |                                       |                                                                     |
| 18 | 2014/08/03 | 0.68   | 風雲人物四取二 我的主打歌衛冕賽       | 黃偉豪、梁芸軒、葉雨寧 陳曦                                         |
| - 本次評審：包偉銘、黃韻玲、陳子鴻、陳秀珠 - 比賽規則：本週資格賽由4位挑戰者前來挑戰，分數最高前2位將可挑戰衛冕者；而將衛冕十關的張語噥，將面對唱跳魔王的PK考驗。 - 比賽結果：7位參賽者中，有4人遭到淘汰，共計3位參賽者晉級。黃丹喬累積獎金十七萬元；張語噥累積獎金十萬元，並選擇繼續衛冕；黃燕玲累積獎金二萬元。 |            |        |                                       |                                                                     |
| 19 | 2014/08/10 | 0.68   | 資格挑戰賽六取三 復古年代衛冕賽       | 金昌青、柳聖安、馬湘涵 戴曉君、蔡明仁、林家瑋                       |
| - 本次評審：包偉銘、黃韻玲、陳子鴻、陳秀珠 - 演唱嘉賓：林俊逸《撲火》 - 比賽規則：將有6位挑戰者爭取衛冕資格，在第一輪演唱完畢後，統一公布分數並取前三名，進行第二輪PK賽，最終由獲勝三人坐上今日衛冕者寶座。 - 比賽結果：9位參賽者中，有6人遭到淘汰，共計3位參賽者晉級。黃丹喬累積獎金十八萬元；張語噥累積獎金十一萬元；黃燕玲累積獎金三萬元。 |            |        |                                       |                                                                     |
| 20 | 2014/08/17 | 0.68   | 資格挑戰賽六取三 天王天后成名曲       | 廖志安、褚弘麒、田芮熙 王韻瑄                                       |
| - 本次評審：包偉銘、黃韻玲、陳子鴻、陳秀珠 - 比賽規則：將有6位挑戰者爭取衛冕資格，在第一輪演唱完畢後，統一公布分數並取前三名，進行第二輪PK賽，最終由獲勝三人坐上今日衛冕者寶座。 - 比賽結果：9位參賽者中，有4人遭到淘汰，共計1位參賽者晉級。黃丹喬（維持衛冕資格）累積獎金十八萬元；張語噥累積獎金十二萬元；黃燕玲（維持衛冕資格）累積獎金三萬元。挑戰者王慧君、鐘韡驤獲得下週挑戰機會。 |            |        |                                       |                                                                     |
| 21 | 2014/08/24 | 0.68   | 挑戰資格賽三搶一 舞曲大帝國衛冕挑戰賽 | 陳鳳禪、莊曼菁、李璱 王慧君、鐘韡驤                                 |
| - 本次評審：包偉銘、黃韻玲、陳子鴻、陳秀珠 - 演唱嘉賓：陳曉東《圈套》 - 比賽規則：由於上週兩組人馬平手，故本週僅有3位挑戰者前來挑戰，分數最高者將直接挑戰張語噥；而王慧君、鐘韡驤將直接進入衛冕PK。 - 比賽結果：8位參賽者中，有5人遭到淘汰，共計3位參賽者晉級。黃丹喬累積獎金十九萬元；張語噥累積獎金十三萬元；黃燕玲累積獎金四萬元。 |            |        |                                       |                                                                     |
| 22 | 2014/08/31 | 0.68   | 挑戰資格賽四取二 戲劇歌曲衛冕賽       | 張豪、賴俊傑、劉嘉慧                                                |
| - 本次評審：包偉銘、黃韻玲、陳子鴻、陳秀珠 - 片尾演唱嘉賓：蘇盈之《像我一樣愛你的人》 - 相關資訊：蘇盈之演唱新歌專輯《像我一樣愛你的人》。 - 比賽規則：本週資格賽由4位挑戰者前來挑戰，分數最高前2位將可挑戰衛冕者；而將衛冕二十關的黃丹喬，將面對發片歌手魔王的PK考驗。 - 比賽結果：7位參賽者中，有3人遭到淘汰，共計1位參賽者晉級。黃丹喬（維持衛冕資格）累積獎金十九萬元；張語噥累積獎金十四萬元；；黃燕玲（維持衛冕資格）累積獎金四萬元。挑戰者陳雨均獲得下週挑戰機會。 |            |        |                                       |                                                                     |
| 23 | 2014/09/07 | 0.68   | 挑戰資格賽三取一 冠軍排行榜歌曲衛冕賽 | 李宇瑄、田怡靖、楊若吟 黃燕玲                                       |
| - 本次評審：包偉銘、黃韻玲、陳子鴻、陳秀珠 - 片尾演唱嘉賓：No Name《細數》 - 相關資訊：《細數》於今年8月發售，為八大韓劇《天使的反擊》中文片尾曲。 - 比賽規則：本週資格賽只有3位挑戰者前來挑戰，分數最高將直接挑戰張語噥；而再度挑戰衛冕二十關的黃丹喬，將面對發片歌手魔王的PK考驗。 - 比賽結果：7位參賽者中，有4人遭到淘汰，共計3位參賽者晉級。黃丹喬選擇繼續衛冕，累積獎金二十萬元，張語噥累積獎金十五萬元，新科衛冕者陳雨均累積獎金一萬元。 |            |        |                                       |                                                                     |
| 24 | 2014/09/14 |        | 超高分金曲 回顧特輯                   |                                                                     |
| - 回顧過往23集中，選手所演唱之高分歌曲總集合。 |            |        |                                       |                                                                     |
| 25 | 2014/09/21 |        | 復仇者來襲之資格賽三取一 熱場勁歌對決 | 陳靜南、蔡承鋒、張耿耀 陳柔薇、鐘韡驤、陳雨均                       |
| - 本次評審：包偉銘、黃韻玲、陳子鴻、陳秀珠 - 比賽規則：本周起連續三週，將有回鍋選手參加比賽；本集以2位回鍋復仇者加上4位挑戰者爭取衛冕資格，在第一輪演唱完畢後，統一公布分數並取前三名，進行第二輪PK賽，最終由獲勝三人坐上今日衛冕者寶座。 - 比賽結果：9位參賽者中，有6人遭到淘汰，共計3位參賽者晉級。黃丹喬累積獎金二十一萬元，張語噥累積獎金十六萬元，回鍋衛冕者林先愛累積獎金一萬元。 |            |        |                                       |                                                                     |
| 26 | 2014/09/28 |        | 挑戰衛冕前哨戰 衛冕挑戰賽             | 劉耀君、吳樂夏、方奕翔 林曉君、林先愛、黃丹喬                       |
| - 本次評審：包偉銘、黃韻玲、陳子鴻、陳秀珠 - 演唱嘉賓：安心亞《新宿》 - 比賽規則：本集以2位回鍋復仇者加上4位挑戰者爭取衛冕資格。本集賽制再度改變，由衛冕者從六位挑戰者以「按鈕」（隨機結果）選出兩位選手直接進行PK，最終由獲勝三人坐上今日衛冕者寶座。 - 比賽結果：9位參賽者中，有6人遭到淘汰，共計3位參賽者晉級。張語噥累積獎金十七萬元，新科衛冕者張詒博、何彥臻累積獎金一萬元。 |            |        |                                       |                                                                     |
| 27 | 2014/10/05 |        | 挑戰衛冕前哨戰 衛冕挑戰賽             | 李香蓉、黃昱翔、王笛 林志祥、黃晟翔、謝夢萍                         |
| - 本次評審：包偉銘、黃韻玲、陳子鴻、陳秀珠 - 比賽規則：本集以2位回鍋復仇者加上4位挑戰者爭取衛冕資格，亦為復仇者最終章。新賽制為由衛冕者從六位挑戰者以「按鈕」（隨機結果）選出兩位選手直接進行PK，最終由獲勝三人坐上今日衛冕者寶座。 - 比賽結果：9位參賽者中，有6人遭到淘汰，共計3位參賽者晉級。張語噥累積獎金十八萬元，張詒博、何彥臻累積獎金二萬元。 |            |        |                                       |                                                                     |
| 28 | 2014/10/12 |        | 挑戰衛冕前哨戰 衛冕挑戰賽             | 杜祈恩、孫文璟、沈智瑋 林仲一、李嘉琪、張詒博                       |
| - 本次評審：包偉銘、金智娟、陳子鴻、陳秀珠 - 演唱嘉賓：POP Corn《超人打怪獸》 - 比賽規則：新賽制為由衛冕者從六位挑戰者以「按鈕」（隨機結果）選出兩位選手直接進行PK，最終由獲勝三人坐上今日衛冕者寶座。 - 比賽結果：9位參賽者中，有6人遭到淘汰，共計3位參賽者晉級。張語噥累積獎金十九萬元，何彥臻累積獎金三萬元，新科衛冕者賴怡安累積獎金一萬元。 |            |        |                                       |                                                                     |
| 29 | 2014/10/19 |        | 挑戰衛冕前哨戰 衛冕挑戰賽             | 陳暄勇、司安迪、彭郁婷 何彥臻                                       |
| - 本次評審：包偉銘、黃韻玲 、陳子鴻、陳秀珠 - 比賽規則：新賽制為由衛冕者從六位挑戰者以「按鈕」（隨機結果）選出兩位選手直接進行PK，最終由獲勝三人坐上今日衛冕者寶座。 - 比賽結果：7位參賽者中，有4人遭到淘汰，共計3位參賽者晉級。張語噥選擇繼續衛冕，累積獎金二十萬元，賴怡安累積獎金兩萬元，新科衛冕者喬子齊累積獎金一萬元。 |            |        |                                       |                                                                     |
| 30 | 2014/10/26 |        | 挑戰衛冕前哨戰 衛冕挑戰賽             | 莊筠雯、徐和聖、鄧崴 劉伍珊、賴怡安                                 |
| - 本次評審：陳國華、黃韻玲 、包偉銘、陳秀珠 - 演唱嘉賓：梁文音《住在心裡的過客》 - 比賽規則：新賽制為由衛冕者從六位挑戰者以「按鈕」（隨機結果）選出兩位選手直接進行PK，最終由獲勝三人坐上今日衛冕者寶座。 - 比賽結果：9位參賽者中，有5人遭到淘汰，共計2位參賽者晉級。張語噥（維持衛冕資格）累積獎金二十萬元，喬子齊累積獎金兩萬元，新科衛冕者鐘韡驤累積獎金一萬元。挑戰者黃譽韶獲得下週挑戰機會。 |            |        |                                       |                                                                     |
| 31 | 2014/11/02 |        | 挑戰衛冕前哨戰 衛冕挑戰賽             | 蘇婉瑄、許哲旻、林聖杰 黃譽韶、喬子齊                                 |
| - 本次評審：陳國華、黃韻玲、包偉銘、陳秀珠 - 片尾演唱：Waterman《To U》 - 比賽規則：上週平手的黃、張二人將直接再戰，本集賽制為由衛冕者從四位挑戰者以「按鈕」（隨機結果）選出兩位選手直接進行PK，最終由獲勝三人坐上今日衛冕者寶座。 - 比賽結果：8位參賽者中，有5人遭到淘汰，共計3位參賽者晉級。張語噥累積獎金二十二萬元，鐘韡驤累積獎金兩萬元，新科衛冕者史育瑋累積獎金一萬元。 |            |        |                                       |                                                                     |
| 32 | 2014/11/09 |        | 六取三資格賽 衛冕PK賽                 | 黃暉翔、王郁蘋、陳昱傑 林庭生、Nicolas、林忠培                      |
| - 本次評審：包偉銘、黃韻玲、陳子鴻、陳秀珠 - 演唱嘉賓：艾怡良《壞》／片尾演唱：黃雅莉《還能好好玩耍嗎》 - 比賽規則：本集賽制為由六位參賽者演唱完後，分數最高者直接挑戰張語噥；次高和第三高者將抽籤選擇衛冕者。 - 比賽結果：9位參賽者中，有6人遭到淘汰，共計3位參賽者晉級。張語噥累積獎金二十四萬元，鐘韡驤累積獎金三萬元，史育瑋累積獎金二萬元。 |            |        |                                       |                                                                     |
| 33 | 2014/11/16 |        | 六取三資格賽 衛冕PK賽                 | 蔡政穎、林世昌、梁文竑 張惠如                                       |
| - 本次評審：包偉銘、黃韻玲、陳子鴻、陳秀珠 - 演唱嘉賓：包偉銘《La La La》 - 比賽規則：本集賽制為由六位參賽者演唱完後，分數最高者直接挑戰張語噥；次高和第三高者將抽籤選擇衛冕者。 - 比賽結果：9位參賽者中，有4人遭到淘汰，共計1位參賽者晉級。張語噥（維持衛冕資格）累積獎金二十四萬元，鐘韡驤累積獎金四萬元，史育瑋（維持衛冕資格）累積獎金二萬元。挑戰者潘劭群、許耀謙獲得下週挑戰機會。 |            |        |                                       |                                                                     |
| 34 | 2014/11/23 |        | 三取一資格賽 衛冕PK賽                 | 張嘉銘、賴思妤、王仁傑 潘邵群、許耀謙                               |
| - 本次評審：包偉銘、黃韻玲、陳子鴻、陳秀珠 - 比賽規則：由於上週兩組人馬皆為平手，故本集賽制為由三位挑戰者演唱完畢後，分數最高者直接挑戰鐘韡驤。 - 比賽結果：8位參賽者中，有5人遭到淘汰，共計3位參賽者晉級。張語噥累積獎金二十六萬元，鐘韡驤累積獎金五萬元，史育瑋累積獎金三萬元。 |            |        |                                       |                                                                     |
| 35 | 2014/11/30 |        | 六取三資格賽 衛冕PK賽                 | 蔡蕙怡、陳薇羽、藍采韻 林玉君、李杰倫、陳建達                       |
| - 本次評審：包偉銘、黃韻玲、許常德、陳秀珠 - 比賽規則：為使衛冕者張語噥在發片前能夠更增進其實力，故本集賽制為由六位挑戰者演唱完畢後，在第一輪分數最高者將直接與張語噥對決，而分數二三名的另外兩名挑戰者將抽籤決定對決哪一位衛冕者。 - 第一輪分數最高者：陳建達(與張語噥對決) - 第一輪分數第二名：李杰倫(與史育瑋對決) - 第一輪分數第三名：林玉君(與鐘韡驤對決) - 比賽結果：9位參賽者中，有6人遭到淘汰，共計3位參賽者晉級。張語噥累積獎金二十八萬元，鐘韡驤累積獎金六萬元，史育瑋累積獎金四萬元。                                                                             |            |        |                                       |                                                                     |
| 36 | 2014/12/07 |        | 25關總冠軍賽                          | 冠軍：張語噥                                                        |
| - 本次評審：包偉銘、黃韻玲、陳子鴻、陳秀珠 - 比賽規則：衛冕者張語噥挑戰25關，為使其實力達到發片程度，故本集賽制為張語噥將與三組魔王對決，三場比賽分數加總超過魔王分數才能過關。 - 演唱嘉賓：李榮浩：喜劇之王/李榮浩 - 演唱嘉賓：葛仲珊：Boom Boom/葛仲珊 - 與張語噥合作表演嘉賓： - 第一首歌：鐘韡驤、史育瑋 - 第二首歌：張懷顥 - 魔王軍團： - 第一組魔王：國光女神(凱莉、小愛、苡瑄、馨炫、安喬)，分數87分 - 第二組魔王：符瓊音、貝兒，分數91分 - 第三組魔王：周定緯，分數98分 - 比賽結果：張語噥三場分數加總共280分，魔王軍團三場分數加總共276分，張語噥累積獎金三十萬元。 |            |        |                                       |                                                                     |

## 各月集數．戰況

### 四月

#### 第一集
挑戰成功　  衛冕者
| 第一階段挑戰者 |        |                                     |      |
| 次序           | 參賽者 | 歌名                                | 分數 |
| 第一位         | 方奕翔 | 關喆《想你的夜》                    | 85   |
| 第二位         | 陳大中 | 齊秦《外面的世界》                  | 84   |
| 第三位         | 李昱婕 | 謝金燕《練舞功》                    | 85   |
| 第四位         | 涂新怡 | A-Lin《懂得》                       | 80   |
| 第五位         | 劉芷杉 | 孫燕姿《開始懂了》                  | 78   |
| 第六位         | 林沛蓉 | 梁靜茹《燕尾蝶》                    | 82   |
| 第七位         | 李享諭 | 迪克牛仔《莎朗嘿》                  | 86   |
| 第八位         | 孫旻成 | Tank《非你莫屬》                    | 79   |
| 第九位         | 黃姿鳴 | 張韶涵《看得最遠的地方》            | 89   |
| 第十位         | 詹濬騰 | A-Lin《P.S.我愛你》                 | 81   |
| 第十一位       | 胡事怡 | 紀曉君《彩虹》                      | 83   |
| 第十二位       | 黃丹喬 | Lorde《Royals》                     | 89   |
| 第二階段PK     |        |                                     |      |
| 次序           | 參賽者 | 歌名                                | 分數 |
| 第一戰         | 黃姿鳴 | 莊振凱《天下皆醉我獨醒》            | 83   |
| 第一戰         | 陳大中 | Guns N' Roses《Sweet Child O'Mine》 | 79   |
| 第二戰         | 李昱婕 | 溫嵐《Can You Feel It》             | 75   |
| 第二戰         | 黃丹喬 | 王大文《美麗》                      | 80   |
| 第三戰         | 方奕翔 | 信樂團《不會消失的夜晚》            | 83   |
| 第三戰         | 李享諭 | Bon Jovi《It's My Life》            | 81   |

- 第二階段由同為最高分的黃丹喬與黃姿鳴指定PK對手。

#### 第二集
挑戰成功　  衛冕者　  新衛冕者
| 第一階段挑戰者 |        |                             |      |
| 次序           | 參賽者 | 歌名                        | 分數 |
| 第一位         | 葉奕麟 | 阿密特《開門見山》          | 89   |
| 第二位         | 魏嘉瑩 | 陶喆《討厭紅樓夢》          | 88   |
| 第三位         | 呂芸芸 | 張惠妹《真實》              | 78   |
| 第四位         | 李安美 | Anna Netrebko《親愛的爸爸》 | 80   |
| 第五位         | 陳韋伊 | 庾澄慶《春泥》              | 83   |
| 第六位         | 謝夢萍 | 張惠妹《哭不出來》          | 87   |
| 第二階段PK     |        |                             |      |
| 次序           | 參賽者 | 歌名                        | 分數 |
| 第一戰         | 葉奕麟 | 蔡健雅《一萬毫升淚水》      | 84   |
| 第一戰         | 黃丹喬 | Bruno Mars《Young Girls》   | 87   |
| 第二戰         | 魏嘉瑩 | 蘇打綠《幸福額度》          | 77   |
| 第二戰         | 黃姿鳴 | 李翊君《七情六慾》          | 82   |
| 第三戰         | 謝夢萍 | 張惠妹《你是愛我的》        | 89   |
| 第三戰         | 方奕翔 | 周杰倫《最長的電影》        | 86   |

- 第二階段由挑戰者葉奕麟與魏嘉瑩指定PK對手。

#### 第三集
挑戰成功　  衛冕者　  新衛冕者
| 第一階段挑戰者 |        |                              |      |
| 次序           | 參賽者 | 歌名                         | 分數 |
| 第一位         | 鄧瑋承 | Beyond《海闊天空》           | 82   |
| 第二位         | 吳曼玄 | 張韶涵《頭號甜心》           | 85   |
| 第三位         | 侯嘉菱 | 劉若英《我們沒有在一起》     | 80   |
| 第四位         | 陳霆瑋 | 張國榮《我》                 | 86   |
| 第五位         | 吳穎儀 | 黃小琥《不只是朋友》         | 86   |
| 第六位         | 范亞宣 | 芮恩《討厭》                 | 85   |
| 30秒清唱PK     |        |                              |      |
| 次序           | 參賽者 | 歌名                         | 分數 |
| 先             | 吳曼玄 | 紀曉君《南王系之歌》         | 勝出 |
| 後             | 范亞宣 | 蔡健雅《別找我麻煩》         | －   |
| 第二階段PK     |        |                              |      |
| 次序           | 參賽者 | 歌名                         | 分數 |
| 第一戰         | 吳穎儀 | 林憶蓮《愛上一個不回家的人》 | 85   |
| 第一戰         | 黃姿鳴 | 張韶涵《隱形的翅膀》         | 86   |
| 第二戰         | 陳霆瑋 | 盧廣仲《我愛你》             | 86   |
| 第二戰         | 黃丹喬 | 齊秦《懸崖》                 | 86   |
| 第一戰         | 吳曼玄 | 梁文音《最幸福的事》         | 81   |
| 第一戰         | 謝夢萍 | 那英《愛上你等於愛上寂寞》   | 85   |

- 挑戰者吳曼玄與范亞宣於第一階段分數相當，以清唱PK決定晉級者。最後評審決議由實力較佳的吳曼玄勝出。。
- 第二階段由挑戰者吳穎儀與陳霆瑋指定PK對手。
- 第二戰挑戰者陳霆瑋與關主黃丹喬戰成平手，下集再戰；黃丹喬則是持續衛冕資格。

#### 第四集
挑戰成功　  衛冕者　  新衛冕者
| 前集平手，再戰 |        |                             |      |
| 次序           | 參賽者 | 歌名                        | 分數 |
| 先             | 陳霆瑋 | 曲婉婷《我的歌聲裡》        | 84   |
| 後             | 黃丹喬 | Adele《Someone Like You》   | 87   |
| 第一階段參賽者 |        |                             |      |
| 次序           | 參賽者 | 歌名                        | 分數 |
| 第一位         | 劉鎧維 | 趙詠華《相見太晚》          | 81   |
| 第二位         | 張法民 | 李崗霖《祈禱》              | 85   |
| 第三位         | 張露露 | 莫文蔚《如果沒有你》        | 86   |
| 第四位         | 蘇侯宇 | 張學友《心如刀割》          | 84   |
| 第五位         | 王盈仁 | 楊丞琳《遇上愛》            | 85   |
| 第六位         | 陳宜佳 | 楊宗緯《其實都沒有》        | 89   |
| 30秒清唱PK     |        |                             |      |
| 次序           | 參賽者 | 歌名                        | 分數 |
| 先             | 張法民 | Bon Jovi《Have A Nice Day》 | 勝出 |
| 後             | 王盈仁 | 江蕙《美麗的交換》          | －   |
| 第二階段PK     |        |                             |      |
| 次序           | 參賽者 | 歌名                        | 分數 |
| 第一戰         | 陳宜佳 | 蕭敬騰《阿飛的小蝴蝶》      | 88   |
| 第一戰         | 黃丹喬 | Rihanna《Diamonds》         | 88   |
| 第二戰         | 張露露 | 蕭煌奇《末班車》            | 84   |
| 第二戰         | 謝夢萍 | A-Lin《假娃娃》             | 89   |
| 第三戰         | 張法民 | Daniel Powter《Bad Day》    | 86   |
| 第三戰         | 黃姿鳴 | 郭靜《心牆》                | 83   |

- 上週戰成平手的陳、黃二人本集再戰。最後陳霆瑋不敵特色鮮明的黃丹喬落敗。黃丹喬亦取得衛冕三關資格。
- 挑戰者張法民與王盈仁於第一階段分數相當，以清唱PK決定晉級者。最後評審決議由清唱精采度較高的張法民勝出。
- 第二階段由挑戰者陳宜佳與張露露指定PK對手。
- 第二戰挑戰者陳宜佳與關主黃丹喬戰成平手，下集再戰；黃丹喬則是持續衛冕資格。

### 五月

#### 第五集
挑戰成功　  衛冕者　  新衛冕者
| 前集平手，再戰 |        |                        |      |
| 次序           | 參賽者 | 歌名                   | 分數 |
| 先             | 陳宜佳 | 蔡健雅《陌生人》       | 85   |
| 後             | 黃丹喬 | Jessie J《Price Tag》  | 88   |
| 第一階段參賽者 |        |                        |      |
| 次序           | 參賽者 | 歌名                   | 分數 |
| 第一位         | 黃尹浩 | 陳奕迅《浮誇》         | 83   |
| 第二位         | 楊若芹 | 紀曉君《流浪記》       | 80   |
| 第三位         | 邱婉琳 | 戴愛玲《空港》         | 85   |
| 第四位         | 林先愛 | 張惠妹《別在傷口撒鹽》 | 86   |
| 第五位         | 華芷萱 | 沈文程《小河之歌》     | 83   |
| 第六位         | 黃丹尼 | Bruno Mars《Grenade》  | 84   |
| 第二階段PK     |        |                        |      |
| 次序           | 參賽者 | 歌名                   | 分數 |
| 第一戰         | 林先愛 | 梁靜茹《可惜不是你》   | 86   |
| 第一戰         | 張法民 | 陳奕迅《心的距離》     | 85   |
| 第二戰         | 邱婉琳 | 張惠妹《聽你聽我》     | 83   |
| 第二戰         | 黃丹喬 | 家家《忘不記》         | 87   |
| 第三戰         | 黃丹尼 | 林宥嘉《殘酷月光》     | 83   |
| 第三戰         | 謝夢萍 | 張惠妹《一個人跳舞》   | 88   |

- 由上集戰成平手的陳、黃二人再度PK，最後陳宜佳未完全發揮實力敗陣。黃丹喬亦取得衛冕四關資格。
- 第二階段由挑戰者林先愛與邱婉琳指定PK對手。

#### 第六集
挑戰成功　  衛冕者　  新衛冕者
| 第一階段挑戰者 |          |                                        |      |
| 次序           | 參賽者   | 歌名                                   | 分數 |
| 第一位         | 游詩潔   | 梁文音《我不是你想像那麼勇敢》         | 88   |
| 第二位         | 黃彥翔   | 曹格《3-7-20-1》                       | 84   |
| 第三位         | 陳廷軒   | 徐佳瑩《身騎白馬》                     | 84   |
| 第四位         | 巴燕巴尚 | 曹格《掌紋》                           | 83   |
| 第五位         | 劉宴如   | 溫嵐《我全都相信》                     | 82   |
| 第六位         | 王瑋閔   | 蕭敬騰《新不了情》                     | 87   |
| 30秒清唱PK     |          |                                        |      |
| 次序           | 參賽者   | 歌名                                   | 分數 |
| 先             | 黃彥翔   | 張惠妹《真實》                         | －   |
| 後             | 陳廷軒   | A-Lin《失戀無罪》                      | 勝出 |
| 第二階段PK     |          |                                        |      |
| 次序           | 參賽者   | 歌名                                   | 分數 |
| 第一戰         | 游詩潔   | 藍又時《秘密》                         | 90   |
| 第一戰         | 林先愛   | Kelly Clarkson《A Moment Like This》   | 89   |
| 第二戰         | 王瑋閔   | Righteous Brothers《Unchained Melody》 | 86   |
| 第二戰         | 黃丹喬   | 莫文蔚《愛》                           | 86   |
| 第三戰         | 陳廷軒   | 張惠妹《薇多莉亞的祕密》               | 83   |
| 第三戰         | 謝夢萍   | Mariah Carey《Hero》                   | 82   |

- 挑戰者黃彥翔與陳廷軒於第一階段分數相當，以清唱PK決定晉級者。最後評審投票由清唱實力較佳的陳廷軒勝出。
- 第二階段由挑戰者游詩潔與王瑋閔指定PK對手。
- 第二戰挑戰者王瑋閔與關主黃丹喬戰成平手，下集再戰；黃丹喬則是持續衛冕資格。

#### 第七集
挑戰成功　  衛冕者　  新衛冕者
| 前集平手，再戰 |        |                          |      |
| 次序           | 參賽者 | 歌名                     | 分數 |
| 先             | 王瑋閔 | 蕭敬騰《純金打造》       | 88   |
| 後             | 黃丹喬 | Adele《Rumour Has It》   | 91   |
| 第一階段參賽者 |        |                          |      |
| 次序           | 參賽者 | 歌名                     | 分數 |
| 第一位         | 陳旻筠 | 張惠妹《火》             | 83   |
| 第二位         | 陳旻婕 | 林憶蓮《聽說愛情回來過》 | 79   |
| 第三位         | 子儀   | 潘瑋柏《我的麥克風》     | 75   |
| 第四位         | 譚嘉儀 | 張惠妹《愛什麼稀罕》     | 80   |
| 第五位         | 張語噥 | 郁可唯《暖心》           | 89   |
| 第六位         | 楊京偐 | 林憶蓮《至少還有你》     | 84   |
| 第二階段PK     |        |                          |      |
| 次序           | 參賽者 | 歌名                     | 分數 |
| 第一戰         | 陳旻筠 | 溫嵐《愛你的兩個我》     | 82   |
| 第一戰         | 游詩潔 | 張惠妹《你是愛我的》     | 89   |
| 第二戰         | 楊京偐 | 光良《童話》             | 83   |
| 第二戰         | 黃丹喬 | 蔡健雅《被馴服的象》     | 90   |
| 第三戰         | 張語噥 | 卓文萱《幸福氧氣》       | 89   |
| 第三戰         | 陳廷軒 | 張惠妹《一想到你呀》     | 88   |

- 上週戰成平手的王、黃二人本集再戰。最後黃丹喬以堅強實力獲勝。黃丹喬亦取得衛冕六關資格。
- 第二階段由挑戰成功者分數最低的陳旻筠與楊京偐抽籤選出PK對手。

#### 第八集
挑戰成功　  衛冕者　  新衛冕者
| 第一階段   |        |                           |      |
| 次序       | 參賽者 | 歌名                      | 分數 |
| 第一位     | 武均亭 | 王力宏《改變自己》        | 84   |
| 第二位     | 黃逸倫 | 王力宏《落葉歸根》        | 81   |
| 第三位     | 張峻鵬 | 范曉萱《眼淚》            | 88   |
| 第四位     | 金昕濠 | 胡彥斌《Waiting For You》 | 84   |
| 第五位     | 何彥臻 | 徐佳瑩《不難》            | 87   |
| 第六位     | 楊鍾玉 | 李佳薇《像天堂的懸崖》    | 87   |
| 第二階段PK |        |                           |      |
| 次序       | 參賽者 | 歌名                      | 分數 |
| 第一戰     | 楊鍾玉 | 孫燕姿《我不難過》        | 82   |
| 第一戰     | 張語噥 | 張韶涵《其實很愛你》      | 87   |
| 第二戰     | 何彥臻 | 郁可唯《一直》            | 88   |
| 第二戰     | 游詩潔 | 朱俐靜《一千萬次的淚水》  | 93   |
| 第三戰     | 張峻鵬 | 林宥嘉《神秘嘉賓》        | 84   |
| 第三戰     | 黃丹喬 | Beyoncé《XO》             | 90   |

- 楊鍾玉為超偶史上首位懷有身孕的參賽者。
- 第二階段由挑戰成功者楊鍾玉與何彥臻抽籤選出PK對手。

### 六月

#### 第九集
挑戰成功　  衛冕者　  新衛冕者
| 第一階段   |        |                      |      |
| 次序       | 參賽者 | 歌名                 | 分數 |
| 第一位     | 成文艷 | Little Mix《Wings》  | 78   |
| 第二位     | 汪愷沂 | 范逸臣《I Believe》  | 87   |
| 第三位     | 陳鈺涵 | 蕭亞軒《衝動》       | 85   |
| 第四位     | 雲 嫣  | 楊乃文《未接來電》   | 84   |
| 第五位     | 林志航 | 葉璦菱《我心已打烊》 | 90   |
| 第六位     | 羅友志 | 張魁《小丑》         | 83   |
| 第二階段PK |        |                      |      |
| 次序       | 參賽者 | 歌名                 | 分數 |
| 第一戰     | 陳鈺涵 | 梁靜茹《崇拜》       | 79   |
| 第一戰     | 張語噥 | 少女時代《Gee》      | 88   |
| 第二戰     | 汪愷沂 | 畢書盡《迷路》       | 85   |
| 第二戰     | 黃丹喬 | 田馥甄《Love》       | 88   |
| 第三戰     | 林志航 | 伍佰《愛你一萬年》   | 86   |
| 第三戰     | 游詩潔 | 李玟《往日情》       | 90   |

- 第二階段由挑戰成功者陳鈺涵與汪愷沂抽籤選出PK對手。

#### 第十集
挑戰成功　  衛冕者　  新衛冕者
| 第一階段   |        |                                         |      |
| 次序       | 參賽者 | 歌名                                    | 分數 |
| 第一位     | 呂海妮 | 蕭瀟《愛要坦蕩蕩》                      | 80   |
| 第二位     | 黃裕文 | 黃品源《你怎麼捨得我難過》              | 82   |
| 第三位     | 張千羚 | 田馥甄《超級瑪麗》                      | 84   |
| 第四位     | 林佑詩 | 張惠妹《也許明天》                      | 83   |
| 第五位     | 南志騰 | 庾澄慶《關不掉的月光》                  | 84   |
| 第六位     | 陳藍   | 張雨生《大海》                          | 87   |
| 第二階段PK |        |                                         |      |
| 次序       | 參賽者 | 歌名                                    | 分數 |
| 第一戰     | 張千羚 | 蕭賀碩《不公平》                        | 83   |
| 第一戰     | 張語噥 | 楊丞琳《帶我走》                        | 87   |
| 第二戰     | 南志騰 | 許志安《我還能愛誰》                    | 85   |
| 第二戰     | 游詩潔 | A-lin《失戀無罪》                       | 91   |
| 第三戰     | 陳藍   | Katy Perry《Firework》                  | 83   |
| 第三戰     | 黃丹喬 | Justin Bieber《As Long As You Love Me》 | 90   |

- 第二階段由挑戰成功者張千羚抽籤選出PK對手。
- 黃丹喬成為超級偶像9首度衛冕十關之選手。

#### 第十一集
挑戰成功　  衛冕者　  新衛冕者
| 第一階段   |        |                                              |      |
| 次序       | 參賽者 | 歌名                                         | 分數 |
| 第一位     | 劉姵君 | 王若琳《玫瑰玫瑰我愛你》                     | 81   |
| 第二位     | 李睿凌 | 周蕙《不想讓你知道》                         | 81   |
| 第三位     | 廖品安 | 李玖哲《最後的那一天》                       | 84   |
| 第四位     | 簡 寧  | 田馥甄《還是要幸福》                         | 84   |
| 第五位     | 郭文漢 | 林俊傑《翅膀》                               | 88   |
| 第六位     | 王怡婷 | 戴佩妮《防空洞》                             | 86   |
| 30秒清唱PK |        |                                              |      |
| 次序       | 參賽者 | 歌名                                         | 分數 |
| 先         | 廖品安 | 王力宏《你不知道的事》                       | 勝   |
| 後         | 簡 寧  | 戴愛玲《加減乘除》                           | －   |
| 第二階段PK |        |                                              |      |
| 次序       | 參賽者 | 歌名                                         | 分數 |
| 第一戰     | 廖品安 | 蕭閎仁《我沒有錯》                           | 83   |
| 第一戰     | 游詩潔 | 戴愛玲《我該得到》                           | 89   |
| 第二戰     | 王怡婷 | Alison Krauss《When You Say Nothing At All》 | 87   |
| 第二戰     | 張語噥 | 徐懷鈺《妙妙妙》                             | 90   |
| 第三戰     | 郭文漢 | 周杰倫《不能說的秘密》                       | 86   |
| 第三戰     | 黃丹喬 | 林宥嘉《傻子》                               | 91   |

- 挑戰者廖品安與簡寧於第一階段分數相當，以清唱PK決定晉級者。最後評審投票由清唱表現較好的廖品安勝出。
- 第二階段由挑戰成功者廖品安與王怡婷抽籤選出PK對手。

#### 第十二集
挑戰成功　  衛冕者　  新衛冕者
| 第一階段   |        |                                 |      |
| 次序       | 參賽者 | 歌名                            | 分數 |
| 第一位     | 徐煜宸 | 戴愛玲《想你的距離》            | 83   |
| 第二位     | 侯玫琳 | 戴愛玲《可惜你不在》            | 86   |
| 第三位     | 陳俊熙 | James Brown《I Feel Good》      | 90   |
| 第四位     | 江思穎 | 解偉苓《放逐愛情》              | 81   |
| 第五位     | 陳棟樑 | 江蕙《郊道》                    | 83   |
| 第六位     | 丁文淞 | 蘇打綠《我好想你》              | 91   |
| 第二階段PK |        |                                 |      |
| 次序       | 參賽者 | 歌名                            | 分數 |
| 第一戰     | 侯玫琳 | 魏如昀《聽見下雨的聲音》        | 85   |
| 第一戰     | 黃丹喬 | Rihanna《Don't Stop The Music》 | 86   |
| 第二戰     | 陳俊熙 | 信樂團《One Night In 北京》     | 89   |
| 第二戰     | 張語噥 | 蔡依林《即時生效》              | 89   |
| 第三戰     | 丁文淞 | 宇多田光《First Love》          | 87   |
| 第三戰     | 游詩潔 | 黃大煒《你把我灌醉》            | 87   |

- 第二階段由挑戰成功者侯玫琳與陳俊熙抽籤選出PK對手。
- 第二戰挑戰者陳俊熙與關主張語噥戰成平手，下集再戰；張語噥則是持續衛冕資格。
- 第三戰挑戰者丁文淞與關主游詩潔戰成平手，下集再戰；游詩潔則是持續衛冕資格。

#### 第十三集
挑戰成功　  衛冕者　  新衛冕者
| 三取一挑戰賽 |        |                                             |      |
| 次序         | 參賽者 | 歌名                                        | 分數 |
| 第一位       | 張心綾 | 鄧福如《如果有如果》                        | 81   |
| 第二位       | 劉季龍 | 倪安東《散場的擁抱》                        | 86   |
| 第三位       | 黃翊翔 | 蘇打綠《無與倫比的美麗》                    | 85   |
| 雙重壓力賽   |        |                                             |      |
| 次序         | 參賽者 | 歌名                                        | 分數 |
| 第一戰       | 劉季龍 | 第一回合：張信哲《過火》                    | 84   |
| 第一戰       | 劉季龍 | 第二回合：陳小春《女人不該讓男人太累》      | 84   |
| 第一戰       | 黃丹喬 | 第一回合：Taylor Swift《Red》               | 87   |
| 第一戰       | 黃丹喬 | 第二回合：方大同《黑白》                    | 87   |
| 第二戰       | 陳俊熙 | 第一回合：Katy Perry《I Kissed A Girl》     | 83   |
| 第二戰       | 陳俊熙 | 第二回合：黃妃《追追追》                    | 82   |
| 第二戰       | 張語噥 | 第一回合：徐若瑄《不敗的戀人》              | 86   |
| 第二戰       | 張語噥 | 第二回合：T-ara《Sexy Love》                | 87   |
| 第三戰       | 丁文淞 | 第一回合：Bruno Mars《When I Was Your Man》 | 88   |
| 第三戰       | 丁文淞 | 第二回合：順子《回家》                      | 85   |
| 第三戰       | 游詩潔 | 第一回合：F.I.R《Revolution》               | 87   |
| 第三戰       | 游詩潔 | 第二回合：戴愛玲《累格》                    | 88   |

- 三取一挑戰賽勝出者劉季龍，直接挑戰黃丹喬。
- 雙重壓力賽節目流程為：第一回合三組演唱完畢後，再進行第二回合演唱。

### 七月

#### 第十四集
挑戰成功　  衛冕者　  新衛冕者
| 第一階段   |        |                                                   |      |
| 次序       | 參賽者 | 歌名                                              | 分數 |
| 第一位     | 陳巧如 | F.I.R《月牙灣》                                   | 84   |
| 第二位     | 陳岢鋐 | 林俊傑《莎士比亞的天分》                          | 86   |
| 第三位     | 楊詩𡟚 | 林俊傑《那些年你很冒險的夢》                      | 85   |
| 第四位     | 龔琮堯 | 蕭敬騰《善男信女》                                | 85   |
| 第五位     | 王 睿  | Elton John《Sorry Seems To Be The Hardest World》 | 84   |
| 第六位     | 林志祥 | 林志炫《沒離開過》                                | 86   |
| 30秒清唱PK |        |                                                   |      |
| 次序       | 參賽者 | 歌名                                              | 分數 |
| 先         | 楊詩𡟚 | 孫燕姿《我懷念的》／楊宗緯《重來好不好》          | 勝   |
| 後         | 龔琮堯 | 蕭敬騰《好想對你說》／蕭敬騰《記得》              | －   |
| 第二階段   |        |                                                   |      |
| 次序       | 參賽者 | 歌名                                              | 分數 |
| 第一戰     | 楊詩𡟚 | 范逸臣《什麼風把你吹來的》                        | 87   |
| 第一戰     | 張語噥 | Rihanna《Umbrella》                               | 87   |
| 第二戰     | 陳岢鋐 | 五月天《傷心的人別聽慢歌》                        | 84   |
| 第二戰     | 游詩潔 | 鄧紫棋《存在》                                    | 89   |
| 第三戰     | 林志祥 | 張惠妹《站在高崗上》                              | 85   |
| 第三戰     | 黃丹喬 | 林宥嘉《自然醒》                                  | 86   |

- 挑戰者名字應為楊詩「𡟚」。
- 挑戰者楊詩盈與龔琮堯於第一階段分數相當，以清唱PK決定晉級者；並首度啟動第二次清唱PK，最後評審投票由演唱較佳的楊詩盈勝出。
- 第二階段由挑戰成功者楊詩盈與陳岢鋐抽籤選出PK對手。
- 第一戰挑戰者楊詩𡟚與關主張語噥戰成平手，下集再戰；張語噥則是持續衛冕資格。

#### 第十五集
挑戰成功　  衛冕者　  新衛冕者
| 第一階段   |               |                                                                            |      |
| 次序       | 參賽者        | 歌名                                                                       | 分數 |
| 第一位     | 吳昕恩+葉秉桓 | 張學友+高慧君《你最珍貴》                                                  | 84   |
| 第二位     | 柯君穎+鐘昀呈 | 周杰倫《安靜》                                                             | 84   |
| 第三位     | 周佳萱+鐘昀呈 | 蕭敬騰+張惠妹《一眼瞬間》                                                  | 81   |
| 第四位     | 唐漢霄+葉秉桓 | 周華健《有沒有那麼一首歌會讓你想起我》                                     | 89   |
| 30秒清唱PK |               |                                                                            |      |
| 次序       | 參賽者        | 歌名                                                                       | 分數 |
| 先         | 吳昕恩        | 楊丞琳《帶我走》                                                           | －   |
| 後         | 柯君穎        | 關喆《想你的夜》                                                           | 勝   |
| 第二階段   |               |                                                                            |      |
| 次序       | 參賽者        | 歌名                                                                       | 分數 |
| 第一戰     | 柯君穎        | 黃韻玲《喜歡你現在的樣子》                                                 | 82   |
| 第一戰     | 游詩潔        | 藍又時《曾經太年輕》                                                       | 88   |
| 第二戰     | 唐漢霄        | 黃小琥《沒那麼簡單》                                                       | 86   |
| 第二戰     | 黃丹喬        | 王若琳《迷宮》                                                             | 86   |
| 第三戰     | 楊詩𡟚        | 方炯鑌《壞人》（85）／林宥嘉《伯樂》（85）                                 | 170  |
| 第三戰     | 張語噥        | 王心凌《愛你》（92）／包偉銘《跑！向前跑》+少女時代《Run Devil Run》（91） | 183  |

- 挑戰者吳昕恩與柯君穎於第一階段分數相當，以清唱PK決定晉級者，最後評審投票由演唱較佳的柯君穎勝出。
- 第二階段由挑戰成功者柯君穎抽籤選出PK對手。
- 第二戰挑戰者唐漢霄與關主黃丹喬戰成平手，下集再戰；黃丹喬則是持續衛冕資格。
- 第三戰為考驗兩位選手的演唱實力，故增加一首演唱歌曲，兩首分數相加較高者即獲勝。

#### 第十六集
挑戰成功　  衛冕者　  新衛冕者
| 第一階段 |        |                        |      |
| 次序     | 參賽者 | 歌名                   | 分數 |
| 第一位   | 黃燕玲 | 輕鬆玩《看清》         | 90   |
| 第二位   | 浦郁康 | 吳克羣《為你寫詩》     | 87   |
| 第三位   | 陳冠妤 | 徐佳瑩《出口》         | 83   |
| 第二階段 |        |                        |      |
| 次序     | 參賽者 | 歌名                   | 分數 |
| 第一戰   | 黃燕玲 | 陳芳語《愛你》         | 85   |
| 第一戰   | 張語噥 | 蔡依林《墓仔埔也敢去》 | 87   |
| 第二戰   | 唐漢霄 | 王菲《我願意》         | 87   |
| 第二戰   | 黃丹喬 | Alicia Keys《No One》  | 88   |
| 第三戰   | 呂 薔  | Duffy《Mercy》         | 93   |
| 第三戰   | 游詩潔 | 吳亦帆《淚崩了》       | 87   |
| 第四戰   | 劉思涵 | 曲婉婷《我的歌聲裡》   | 90   |
| 第四戰   | 游詩潔 | 蘇芮《一樣的月光》     | 93   |

- 分數最高的挑戰者黃燕玲，將依賽制直接挑戰張語噥。
- 即將挑戰衛冕十關的游詩潔，需在分別和兩位金曲魔王演唱PK後，分數相加超越魔王，方可晉級；可惜最後以三分之差遭到淘汰。

#### 第十七集
挑戰成功　  衛冕者　  新衛冕者
| 第一階段 |          |                                             |      |
| 次序     | 參賽者   | 歌名                                        | 分數 |
| 第一位   | 林文弘   | 張惠妹《開門見山》                          | 82   |
| 第二位   | 馬夏冠儀 | 蔡健雅《雙棲動物》                          | 81   |
| 第三位   | 關芃壬   | 蕭敬騰《只能想念你》                        | 83   |
| 第四位   | 王美君   | A-Lin《P.S 我愛你》                         | 77   |
| 第五位   | 陳威融   | 李崗霖《Loving You》                        | 85   |
| 第六位   | 黃燕玲   | 蔡健雅《下一次愛情來的時候》                | 87   |
| 第二階段 |          |                                             |      |
| 次序     | 參賽者   | 歌名                                        | 分數 |
| 第一戰   | 陳威融   | 王力宏《你不知道的事》                      | 84   |
| 第一戰   | 黃燕玲   | 梁靜茹《情歌》                              | 88   |
| 第二戰   | 林文弘   | 田馥甄《寂寞寂寞就好》                      | 85   |
| 第二戰   | 黃丹喬   | Justin Bieber《Boyfriend》                  | 91   |
| 第三戰   | 關芃壬   | Adele《Rolling In The Deep》                | 85   |
| 第三戰   | 張語噥   | 組曲 泫雅《Ice Cream》+少女時代《The Boys》 | 91   |

- 黃燕玲為超級偶像9首度回鍋的參賽者。
- 挑戰成功的挑戰者林文弘抽籤挑選對手。

### 八月

#### 第十八集
挑戰成功　  衛冕者　  新衛冕者
| 第一階段 |        |                                            |      |
| 次序     | 參賽者 | 歌名                                       | 分數 |
| 第一位   | 黃偉豪 | 陳奕迅《預感》                             | 78   |
| 第二位   | 梁芸軒 | 徐佳瑩《失落沙洲》                         | 77   |
| 第三位   | 葉雨寧 | 王菲《你快樂所以我快樂》                   | 84   |
| 第四位   | 陳曦   | 徐若瑄《愛笑的眼睛》                       | 84   |
| 第二階段 |        |                                            |      |
| 次序     | 參賽者 | 歌名                                       | 分數 |
| 第一戰   | 葉雨寧 | 戴佩妮《怎樣》                             | 82   |
| 第一戰   | 黃燕玲 | 徐佳瑩《你敢不敢》                         | 87   |
| 第二戰   | 陳曦   | 五月天《放肆》                             | 81   |
| 第二戰   | 黃丹喬 | 韋禮安《兩腳書櫥的逃亡》                   | 89   |
| 第三戰   | 貝兒   | Dreamgirls《One Night Only》               | 92   |
| 第三戰   | 張語噥 | Kara《Mr.》                                | 89   |
| 第四戰   | LADYZ  | 組曲 李玟《偷心賊》+ 蕭亞軒．羅志祥《Wow》 | 89   |
| 第四戰   | 張語噥 | 組曲 謝金燕《姐姐》+ 蔡依林《愛無赦》      | 93   |

- 挑戰者葉雨寧，抽籤選出黃燕玲為PK對手。
- 即將挑戰衛冕十關的張語噥，需在分別和兩位金曲魔王演唱PK後，分數相加超越魔王，方可晉級；最終順利以一分險勝。

#### 第十九集
挑戰成功　  衛冕者　  新衛冕者
| 第一階段     |             |                                |                        |
| 次序         | 參賽者      | 歌名                           | 分數                   |
| 第一位       | 金昌青      | 張宇《沒關係》                 | 79                     |
| 第二位       | 柳聖安      | 梁靜茹《可惜不是你》           | 80                     |
| 第三位       | 戴曉君      | 張惠妹《我最親愛的》           | 84                     |
| 第四位       | 蔡明仁      | 陳奕迅《淘汰》                 | 86                     |
| 第五位       | 馬湘涵      | 林曉培《他的眼淚》             | 76                     |
| 第六位       | 林家瑋      | 曾靜玟《不快樂》               | 86                     |
| 帶隊導師示範 |             |                                |                        |
| 帶隊         | 導師        | 歌名                           | 歌名                   |
| 挑戰隊       | 張克帆      | 張克帆《用盡一生的愛》         | 張克帆《用盡一生的愛》 |
| 衛冕隊       | 金智娟      | 丘丘合唱團《就在今夜》         | 丘丘合唱團《就在今夜》 |
| 第二階段     |             |                                |                        |
| 次序         | 參賽者      | 歌名                           | 分數                   |
| 第一戰       | 戴曉君      | 鳳飛飛《流水年華》             | 83                     |
| 第一戰       | 張語噥+羅平 | Aqua《Barbie Girl》            | 88                     |
| 第二戰       | 蔡明仁      | The Beatles《Let It Be》       | 86                     |
| 第二戰       | 黃丹喬      | 'N Sync《Bye Bye Bye》         | 88                     |
| 第三戰       | 林家瑋      | 陳淑樺《夢醒時分》             | 83                     |
| 第三戰       | 黃燕玲      | 潘越雲《我是不是你最疼愛的人》 | 84                     |

- 挑戰者戴曉君、蔡明仁，抽籤選出PK對手。
- 第二階段邀請兩位導師帶領兩隊，挑戰者導師為張克帆，衛冕者導師為金智娟。

#### 第二十集
挑戰成功　  衛冕者　  新衛冕者
| 第一階段     |        |                          |                          |
| 次序         | 參賽者 | 歌名                     | 分數                     |
| 第一位       | 廖志安 | 蕭煌奇《末班車》         | 83                       |
| 第二位       | 褚弘麒 | 吳克羣《不屑紀念》       | 79                       |
| 第三位       | 王韻瑄 | 楊丞琳《理想情人》       | 86                       |
| 第五位       | 田芮熙 | 戴佩妮《你要的愛》       | 80                       |
| 第四位       | 鐘韡驤 | 陳奕迅《愛是懷疑》       | 92                       |
| 第六位       | 王慧君 | 張惠妹《勇敢》           | 85                       |
| 帶隊導師示範 |        |                          |                          |
| 帶隊         | 導師   | 歌名                     | 歌名                     |
| 挑戰隊       | 賴銘偉 | 庾澄慶《讓我一次愛個夠》 | 庾澄慶《讓我一次愛個夠》 |
| 衛冕隊       | 吳亦帆 | 鄧紫棋《泡沫》           | 鄧紫棋《泡沫》           |
| 第二階段     |        |                          |                          |
| 次序         | 參賽者 | 歌名                     | 分數                     |
| 第一戰       | 王慧君 | Beyoncé《Listen》        | 87                       |
| 第一戰       | 黃燕玲 | 孫燕姿《天黑黑》         | 87                       |
| 第二戰       | 王韻瑄 | 鄧麗君《我只在乎你》     | 82                       |
| 第二戰       | 張語噥 | 蔡依林《我知道你很難過》 | 88                       |
| 第三戰       | 鐘韡驤 | 那英《出賣》             | 85                       |
| 第三戰       | 黃丹喬 | 韋禮安《有沒有》         | 85                       |

- 挑戰者王慧君、王韻瑄，抽籤選出PK對手。
- 第二階段邀請兩位導師帶領兩隊，挑戰者導師為賴銘偉，衛冕者導師為吳亦帆。
- 第一戰挑戰者王慧君與關主黃燕玲戰成平手，下集再戰；黃燕玲則是持續衛冕資格。
- 第三戰挑戰者鐘韡驤與關主黃丹喬戰成平手，下集再戰；黃丹喬則是持續衛冕資格。

#### 第二十一集
挑戰成功　  衛冕者　  新衛冕者
| 第一階段 |        |                           |      |
| 次序     | 參賽者 | 歌名                      | 分數 |
| 第一位   | 陳鳳禪 | A-Lin《幸福了然後呢》     | 86   |
| 第二位   | 莊曼菁 | 黃韻玲《改變》            | 84   |
| 第三位   | 李 璱  | 2NE1《Lonely》            | 89   |
| 第二階段 |        |                           |      |
| 次序     | 參賽者 | 歌名                      | 分數 |
| 第一戰   | 李 璱  | Miss A《Good Bye Baby》   | 88   |
| 第一戰   | 張語噥 | 蔡依林《舞孃》            | 91   |
| 第二戰   | 王慧君 | Charice《I Will Survive》 | 87   |
| 第二戰   | 黃燕玲 | 張惠妹《愛什麼稀罕》      | 90   |
| 第三戰   | 鐘韡驤 | 謝金燕《姐姐》            | 89   |
| 第三戰   | 黃丹喬 | SHINee《Hello》           | 90   |

- 最高分挑戰者李璱，直接和張語噥PK。
- 王慧君、鐘韡驤直接進入衛冕PK賽。

#### 第二十二集
挑戰成功　  衛冕者　  新衛冕者
| 第一階段 |        |                                           |      |
| 次序     | 參賽者 | 歌名                                      | 分數 |
| 第一位   | 張 豪  | 陳奕迅《十年》                            | 83   |
| 第二位   | 劉嘉慧 | Lorde《Royals》                           | 85   |
| 第三位   | 賴俊傑 | 胡彥斌《男人KTV》                         | 78   |
| 第四位   | 陳雨均 | 家家《為你的寂寞唱歌》                    | 85   |
| 第二階段 |        |                                           |      |
| 次序     | 參賽者 | 歌名                                      | 分數 |
| 第一戰   | 劉嘉慧 | 王大文《美麗》                            | 82   |
| 第一戰   | 張語噥 | 范瑋琪《I Think I》                       | 85   |
| 第二戰   | 陳雨均 | 曾沛慈《一個人想著一個人》                | 88   |
| 第二戰   | 黃燕玲 | 林凡《重傷》                              | 88   |
| 第三戰   | 蘇盈之 | Whitney Houston《I Will Always Love You》 | 87   |
| 第三戰   | 黃丹喬 | 羅志祥《愛瘋頭》                          | 85   |
| 第四戰   | 范揚景 | 五月天《步步》                            | 86   |
| 第四戰   | 黃丹喬 | Bob Dylan《Make You Feel My Love》        | 88   |

- 挑戰者劉嘉慧，抽籤選出張語噥為PK對手。
- 第一戰挑戰者陳雨均與關主黃燕玲戰成平手，下集再戰；黃燕玲則是持續衛冕資格。
- 黃丹喬二回合PK後，分數和兩大魔王打成平手，將於下集重啟二十關衛冕。

### 九月

#### 第二十三集
挑戰成功　  衛冕者　  新衛冕者
| 第一階段       |           |                            |      |
| 次序           | 參賽者    | 歌名                       | 分數 |
| 第一位         | 李宇瑄    | 陶喆《找自己》             | 85   |
| 第二位         | 田怡靖    | 梁文音《最幸福的事》       | 75   |
| 第三位         | 楊若吟    | 順子《星星I'm not a star》 | 86   |
| 第二階段       |           |                            |      |
| 次序           | 參賽者    | 歌名                       | 分數 |
| 第一戰         | 楊若吟    | 辛曉琪《領悟》             | 84   |
| 第一戰         | 張語噥    | 蕭亞軒《瀟灑小姐》         | 90   |
| 上週平手，再戰 |           |                            |      |
| 次序           | 參賽者    | 歌名                       | 分數 |
| 第二戰         | 陳雨均    | 林凡《歲月這把刀》         | 89   |
| 第二戰         | 黃燕玲    | 藍又時《秘密》             | 87   |
| 發片魔王來襲   |           |                            |      |
| 次序           | 參賽者    | 歌名                       | 分數 |
| 第一戰         | 拉卡‧飛琅 | 張惠妹《我最親愛的》       | 86   |
| 第一戰         | 黃丹喬    | Justin Bieber《Baby》      | 88   |
| 第二戰         | No Name   | 蕭亞軒《沒有人》           | 88   |
| 第二戰         | 黃丹喬    | 楊宗緯《對愛渴望》         | 87   |

- 上集兩組人馬平手，故本集分數最高挑戰者將直接挑戰張語噥。
- 再次挑戰衛冕二十關的黃丹喬，和兩位魔王演唱PK後，以一分之差險勝魔王，順利晉級二十關。

#### 第二十四集
- 該集為超偶回顧特輯

#### 第二十五集
挑戰成功　  衛冕者　  新衛冕者
| 第一階段 |        |                               |      |
| 次序     | 參賽者 | 歌名                          | 分數 |
| 第一位   | 陳柔薇 | 芮恩《討厭》                  | 89   |
| 第二位   | 陳靜南 | 郭靜《下一個天亮》            | 81   |
| 第三位   | 鐘韡驤 | 陳奕迅《我們都寂寞》          | 89   |
| 第一位   | 蔡承鋒 | 游鴻明《愛我》                | 86   |
| 第二位   | 張耿耀 | 林俊傑《背對背擁抱》          | 79   |
| 第三位   | 林先愛 | 孫楠《燃燒》                  | 90   |
| 第二階段 |        |                               |      |
| 次序     | 參賽者 | 歌名                          | 分數 |
| 第一戰   | 陳柔薇 | Carrie Underwood《Undo It》   | 88   |
| 第一戰   | 張語噥 | 泫雅《Change》                | 91   |
| 第二戰   | 鐘韡驤 | 王菲《你快樂所以我快樂》      | 87   |
| 第二戰   | 黃丹喬 | Super Junior《Sorry, Sorry》  | 88   |
| 第二戰   | 林先愛 | Christina Aguilera《Fighter》 | 91   |
| 第二戰   | 陳雨均 | 徐佳瑩《不安小姐》            | 89   |

- 挑戰者陳柔薇、鐘韡驤抽籤選出PK對手。
- 林先愛為本屆首位回鍋並衛冕成功的衛冕關主。

#### 第二十六集
挑戰成功　  衛冕者　  新衛冕者
| 第一戰．林先愛 |        |                                    |      |
| 次序           | 參賽者 | 歌名                               | 分數 |
| 第一回合       | 劉耀君 | 王力宏《Kiss Goodbye》             | 82   |
| 第一回合       | 張詒博 | 楊宗緯《讓》                       | 89   |
| 第二回合       | 張詒博 | 林宥嘉《傻子》                     | 86   |
| 第二回合       | 林先愛 | Céline Dion《To Love You More》    | 85   |
| 第二戰．張語噥 |        |                                    |      |
| 次序           | 參賽者 | 歌名                               | 分數 |
| 第一回合       | 吳樂夏 | Bruno Mars《Just The Way You Are》 | 83   |
| 第一回合       | 方奕翔 | 林俊傑《她說》                     | 85   |
| 第二回合       | 方奕翔 | 小宇《想你的習慣》                 | 83   |
| 第二回合       | 張語噥 | 蔡依林《無言以對》                 | 87   |
| 第三戰．黃丹喬 |        |                                    |      |
| 次序           | 參賽者 | 歌名                               | 分數 |
| 第一回合       | 林曉君 | 郭采潔《笨的可以》                 | 80   |
| 第一回合       | 何彥臻 | 曾昱嘉《疑心病》                   | 91   |
| 第二回合       | 何彥臻 | 戴佩妮《單身潛逃》                 | 86   |
| 第二回合       | 黃丹喬 | 蔡健雅《天使與魔鬼的對話》         | 82   |

- 衛冕者先行看過六位挑戰者簡短介紹影片，再按下「命運按鈕」隨機挑選出兩位挑戰者，挑戰成功者將直接挑戰衛冕者，流程依此類推。
- 「空中飛人」黃丹喬因犯下多次致命落詞失誤，於大關「二十關」後便草草落敗淘汰；二十萬獎金亦全部歸零。

### 十月

#### 第二十七集
挑戰成功　  衛冕者　  新衛冕者
| 第一戰．張詒博 |        |                                   |      |
| 次序           | 參賽者 | 歌名                              | 分數 |
| 第一回合       | 李香蓉 | 殷悅《揮之不去》                  | 85   |
| 第一回合       | 林志祥 | 潘美辰《我可以為你擋死》          | 89   |
| 第二回合       | 林志祥 | 趙傳《勇敢一點》                  | 85   |
| 第二回合       | 張詒博 | 齊秦《袖手旁觀》                  | 89   |
| 第二戰．何彥臻 |        |                                   |      |
| 次序           | 參賽者 | 歌名                              | 分數 |
| 第一回合       | 黃晟翔 | 林俊傑《曹操》                    | 83   |
| 第一回合       | 黃昱翔 | Jason Mraz《I'm Yours》           | 83   |
| 平手，清唱PK   |        |                                   |      |
| 次序           | 參賽者 | 歌名                              | 分數 |
| 先             | 黃晟翔 | 林宥嘉《殘酷月光》                | 勝   |
| 後             | 黃昱翔 | Alicia Keys《If I Ain't Got You》 | －   |
| 第二回合       | 黃晟翔 | 戴愛玲《空港》                    | 83   |
| 第二回合       | 何彥臻 | 梁文音《分手後不要做朋友》        | 88   |
| 第三戰．張語噥 |        |                                   |      |
| 次序           | 參賽者 | 歌名                              | 分數 |
| 第一回合       | 王 笛  | 莫文蔚《如果沒有你》              | 82   |
| 第一回合       | 謝夢萍 | 張惠妹《Are You Ready》           | 92   |
| 第二回合       | 謝夢萍 | A-Lin《今晚你想念的人是不是我》   | 88   |
| 第二回合       | 張語噥 | T-ara《Bo Peep Bo Peep》          | 89   |

- 挑戰者黃晟翔於清唱PK中表現較佳，順利獲得挑戰何彥臻的資格。

#### 第二十八集
挑戰成功　  衛冕者　  新衛冕者
| 第一戰．張詒博 |        |                                        |      |
| 次序           | 參賽者 | 歌名                                   | 分數 |
| 第一回合       | 杜祈恩 | A-Lin《做我自己》                      | 82   |
| 第一回合       | 賴怡安 | Maroon 5《This Love》                  | 83   |
| 第二回合       | 賴怡安 | 黃小琥《我的心裡只有你沒有他》         | 87   |
| 第二回合       | 張詒博 | 五月天《突然好想你》                   | 86   |
| 第二戰．何彥臻 |        |                                        |      |
| 次序           | 參賽者 | 歌名                                   | 分數 |
| 第一回合       | 孫文璟 | 孫耀威《愛...不是》                    | 78   |
| 第一回合       | 林仲一 | 信樂團《不會消失的夜晚》               | 85   |
| 第二回合       | 林仲一 | A-Lin《分手需要練習的》                | 85   |
| 第二回合       | 何彥臻 | 林芯儀《等一個人》                     | 86   |
| 第三戰．張語噥 |        |                                        |      |
| 次序           | 參賽者 | 歌名                                   | 分數 |
| 第一回合       | 李嘉琪 | 丁噹《你為什麼說謊》                   | 86   |
| 第一回合       | 沈智瑋 | 李聖傑《痴心絕對》                     | 80   |
| 第二回合       | 李嘉琪 | 汪佩蓉《只要你快樂》                   | 87   |
| 第二回合       | 張語噥 | 組曲 安心亞《呼呼》+郭書瑤《愛的抱抱》 | 89   |

#### 第二十九集
挑戰成功　  衛冕者　  新衛冕者
| 第一戰．賴怡安                     |        |                                                                                       |      |
| 次序                               | 參賽者 | 歌名                                                                                  | 分數 |
| 第一回合                           | 司安迪 | 林俊傑《那些年你很冒險的夢》                                                          | 86   |
| 第一回合                           | 陳暄勇 | 曹格《起床歌》                                                                        | 82   |
| 第二回合                           | 司安迪 | 王力宏《一首簡單的歌》                                                                | 85   |
| 第二回合                           | 賴怡安 | Daniel Powter《Free Loop》                                                            | 87   |
| 第二戰．何彥臻                     |        |                                                                                       |      |
| 次序                               | 參賽者 | 歌名                                                                                  | 分數 |
| 第一回合                           | 喬子齊 | Beyond《海闊天空》                                                                    | 84   |
| 第一回合                           | 彭郁婷 | 張惠妹《聽你聽我》                                                                    | 82   |
| 第二回合                           | 喬子齊 | 關喆《想你的夜》                                                                      | 89   |
| 第二回合                           | 何彥臻 | 徐佳瑩《明天的事情》                                                                  | 86   |
| 第三戰．張語噥．衛冕20關神級大考驗 |        |                                                                                       |      |
| 次序                               | 參賽者 | 歌名                                                                                  | 分數 |
| 第一回合                           | 陳佩潔 | 組曲 Christina Aguilera《Lady Marmalade》+Beyoncé《Crazy In Love》+張惠妹《開門見山》 | 87   |
| 第一回合                           | 張語噥 | 組曲 陳慧琳《不如跳舞》+鄭秀文《眉飛色舞》                                            | 91   |
| 第二回合                           | 蔡旻佑 | 陶喆《I'm OK》                                                                        | 91   |
| 第二回合                           | 張語噥 | 少女時代《I Got A Boy》                                                               | 92   |

#### 第三十集
挑戰成功　  衛冕者　  新衛冕者
| 第一戰．喬子齊 |        |                                  |      |
| 次序           | 參賽者 | 歌名                             | 分數 |
| 第一回合       | 劉伍珊 | 莫文蔚《如果沒有你》             | 83   |
| 第一回合       | 莊筠雯 | 孫燕姿《克卜勒》                 | 81   |
| 第二回合       | 劉伍珊 | 李佳薇《大火》                   | 81   |
| 第二回合       | 喬子齊 | 黃大煒《你把我灌醉》             | 83   |
| 第二戰．賴怡安 |        |                                  |      |
| 次序           | 參賽者 | 歌名                             | 分數 |
| 第一回合       | 鐘韡驤 | 蔡健雅《別找我麻煩》             | 85   |
| 第一回合       | 徐和聖 | 倪安東《Sorry That I Loved You》 | 82   |
| 第二回合       | 鐘韡驤 | 王菲《開到荼糜》                 | 87   |
| 第二回合       | 賴怡安 | Olivia《I Feel The Earth Move》  | 83   |
| 第三戰．張語噥 |        |                                  |      |
| 次序           | 參賽者 | 歌名                             | 分數 |
| 第一回合       | 黃譽韶 | 蛋堡《I Want You》               | 85   |
| 第一回合       | 鄧 崴  | 韋禮安《沈船》                   | 85   |
| 平手，清唱PK   |        |                                  |      |
| 次序           | 參賽者 | 歌名                             | 分數 |
| 先             | 黃譽韶 | 林宥嘉《殘酷月光》               | 勝   |
| 後             | 鄧 崴  | 張韶涵《遺失的美好》             | －   |
| 第二回合       | 黃譽韶 | Hush!《波希米亞》                | 87   |
| 第二回合       | 張語噥 | 蕭亞軒《不解釋親吻》             | 87   |

- 挑戰者黃譽韶和鄧崴戰成平手，以清唱PK晉級資格；最終評審決議由完整度最夠，聲線充滿能量的黃譽韶勝出。
- 挑戰者黃譽韶和張語噥戰成平手，下集再戰；張語噥維持衛冕資格。

### 十一月

#### 第三十一集
挑戰成功　  衛冕者　  新衛冕者
| 第一戰．鐘韡驤   |        |                                             |      |
| 次序             | 參賽者 | 歌名                                        | 分數 |
| 第一回合         | 蘇婉瑄 | 黃美珍《只怕想家》                          | 80   |
| 第一回合         | 林聖   | 黃仲崑《有多少愛可以重來》                  | 84   |
| 第二回合         | 林聖   | MATZKA《水災》                              | 83   |
| 第二回合         | 鐘韡驤 | Frankie Valli《Can't Take My Eyes Off You》 | 86   |
| 第二戰．喬子齊   |        |                                             |      |
| 次序             | 參賽者 | 歌名                                        | 分數 |
| 第一回合         | 許哲旻 | 蕭煌奇《好好先生》                          | 82   |
| 第一回合         | 史育瑋 | Leann Rimes《How Do I Live》                | 87   |
| 第二回合         | 史育瑋 | Adele《Rolling In The Deep》                | 88   |
| 第二回合         | 喬子齊 | 信樂團《一了百了》                          | 87   |
| 平手再戰．張語噥 |        |                                             |      |
| 次序             | 參賽者 | 歌名                                        | 分數 |
| 第一回合         | 黃譽韶 | 四分衛《起來》                              | 85   |
| 第一回合         | 張語噥 | Girl's Day《Expectation》                   | 87   |

#### 第三十二集
挑戰成功　  衛冕者　  新衛冕者
| 第一階段   |         |                                                       |      |
| 次序       | 參賽者  | 歌名                                                  | 分數 |
| 第一位     | 黃暉翔  | 林俊傑《江南》                                        | 82   |
| 第二位     | 林庭生  | 葉璦菱《殘缺的溫柔》                                  | 85   |
| 第三位     | 陳昱傑  | 林宥嘉《殘酷月光》                                    | 82   |
| 第四位     | 王郁蘋  | 張惠妹《愛什麼稀罕》                                  | 81   |
| 第五位     | Nicolas | A-Lin《給我一個理由忘記》                             | 87   |
| 第六位     | 林忠培  | 阿爆&Brandy《獨唱》                                   | 83   |
| 第二階段PK |         |                                                       |      |
| 次序       | 參賽者  | 歌名                                                  | 分數 |
| 第一戰     | 林庭生  | 范逸臣《I Believe》                                   | 85   |
| 第一戰     | 史育瑋  | Secret Garden《You Raise Me Up》                      | 87   |
| 第二戰     | Nicolas | 曲婉婷《我的歌聲裡》                                  | 85   |
| 第二戰     | 鐘韡驤  | 組曲 Doris Day《Dream A Little Dream》+鄭進一《家後》 | 87   |
| 第三戰     | 林忠培  | 張雨生《沒有菸抽的日子》                              | 87   |
| 第三戰     | 張語噥  | 蕭亞軒《表白》                                        | 91   |

- 挑戰者林庭生以抽籤選出PK對手。

#### 第三十三集
挑戰成功　  衛冕者　  新衛冕者
| 第一階段     |        |                      |      |
| 次序         | 參賽者 | 歌名                 | 分數 |
| 第一位       | 潘劭群 | 曹格《世界唯一的妳》 | 84   |
| 第二位       | 蔡政穎 | Duffy《Mercy》       | 84   |
| 第三位       | 林世昌 | 蘇打綠《小時候》     | 81   |
| 第四位       | 梁文竑 | 齊秦《懸崖》         | 78   |
| 第五位       | 張惠如 | 林曉培《This Is》    | 85   |
| 第六位       | 許耀謙 | 齊秦《夜夜夜夜》     | 89   |
| 平手，清唱PK |        |                      |      |
| 次序         | 參賽者 | 歌名                 | 分數 |
| 先           | 潘劭群 | 那英《征服》         | 勝   |
| 後           | 蔡政穎 | 陳奕迅《愛是懷疑》   | －   |
| 第二階段PK   |        |                      |      |
| 次序         | 參賽者 | 歌名                 | 分數 |
| 第一戰       | 潘劭群 | 林健輝《內傷》       | 86   |
| 第一戰       | 史育瑋 | 鄧紫棋《泡沫》       | 86   |
| 第二戰       | 張惠如 | A-Lin《大大的擁抱》  | 85   |
| 第二戰       | 鐘韡驤 | 方大同《愛愛愛》     | 87   |
| 第三戰       | 許耀謙 | 齊秦《夜夜夜夜》     | 86   |
| 第三戰       | 張語噥 | Miss A《Hush》       | 86   |

- 挑戰者潘劭群、蔡政穎戰成平手，以清唱PK；評審決議後，由歌曲彈性表現較佳的潘劭群勝出。
- 挑戰者潘劭群以抽籤選出PK對手。

#### 第三十四集
挑戰成功　  衛冕者　  新衛冕者
| 第一階段，三取一資格賽 |        |                                |      |
| 次序                   | 參賽者 | 歌名                           | 分數 |
| 第一位                 | 張嘉銘 | 庾澄慶《缺口》                 | 84   |
| 第二位                 | 賴思妤 | 戴愛玲《累格》                 | 81   |
| 第三位                 | 王仁傑 | 那英《征服》                   | 86   |
| 第二階段PK             |        |                                |      |
| 次序                   | 參賽者 | 歌名                           | 分數 |
| 第一戰                 | 王仁傑 | 張宇《趁早》                   | 80   |
| 第一戰                 | 鐘韡驤 | 楊宗緯《對愛渴望》             | 86   |
| 平手再戰．史育瑋       |        |                                |      |
| 次序                   | 參賽者 | 歌名                           | 分數 |
| 第二戰                 | 潘劭群 | 蘇打綠《我好想你》             | 87   |
| 第二戰                 | 史育瑋 | David Guetta x Sia《Titanium》 | 91   |
| 平手再戰．張語噥       |        |                                |      |
| 次序                   | 參賽者 | 歌名                           | 分數 |
| 第二戰                 | 許耀謙 | 辛曉琪《領悟》                 | 86   |
| 第二戰                 | 張語噥 | 安心亞《戀愛應援團》           | 88   |

#### 第三十五集
挑戰成功　  衛冕者　  新衛冕者
| 第一階段，挑戰者六選三 |        |                            |      |
| 次序                   | 參賽者 | 歌名                       | 分數 |
| 第一位                 | 陳建達 | 蕭煌奇《上水的花》         | 86   |
| 第二位                 | 李杰倫 | 林俊傑《修練愛情》         | 85   |
| 第三位                 | 蔡惠怡 | 張惠妹《我恨我愛你》       | 79   |
| 第四位                 | 陳薇羽 | 藍又時《倫敦的愛情》       | 80   |
| 第五位                 | 藍采韻 | 蕭賀碩《我愛你》           | 80   |
| 第六位                 | 林玉君 | 家家《我沒資格》           | 81   |
| 第二階段，PK衛冕者     |        |                            |      |
| 次序                   | 參賽者 | 歌名                       | 分數 |
| 第一戰                 | 林玉君 | 梁靜茹《無條件為你》       | 81   |
| 第一戰                 | 鐘韡驤 | 林強《少年春風兄》         | 87   |
| 第二戰                 | 李杰倫 | 王力宏《如果你聽見我的歌》 | 77   |
| 第二戰                 | 史育瑋 | A-Lin《失戀無罪》          | 88   |
| 第三戰                 | 陳建達 | 李聖傑《眼底星空》         | 80   |
| 第三戰                 | 張語噥 | 蔡依林《特務J》            | 89   |

### 十二月

#### 第三十六集
挑戰成功　  衛冕者　  新衛冕者
| 張語噥-總冠軍戰 |                        |                                                               |      |
| 次序            | 參賽者                 | 歌名                                                          | 分數 |
| 第一戰          | 國光女神               | 組曲陳芳語《Good Girl趕快愛》+By2《沒理由》                   | 87   |
| 第一戰          | 張語噥 +鐘韡驤 +史育瑋 | Owl city n' Carly Rae Jepsen《Good Time》                     | 92   |
| 第二戰          | 符瓊音 +貝兒           | Jessie J, Nicki Minaj, Ariana Grande《Bang Bang》             | 91   |
| 第二戰          | 張語噥 +張懷顯         | 組曲Ji Yeon (T-ara)《Never Ever》+泫雅 +賢勝《Trouble Maker》 | 88   |
| 第三戰          | 周定緯                 | 羅志祥《愛投羅網》                                            | 98   |
| 第三戰          | 張語噥                 | 蔡依林《大藝術家》                                            | 100  |

- 挑戰冠軍的張語噥，和魔王群演唱PK後，以四分之差的分數，順利拿下冠軍。

## 衛冕者一覽
衛冕者　  新衛冕者
| 衛冕者總整理 |                        |                         |
| 集數         | 衛冕者                 | 備註                    |
| 第一集       | 黃姿鳴．黃丹喬．方奕翔 |                         |
| 第二集       | 黃姿鳴．黃丹喬．謝夢萍 |                         |
| 第三集       | 黃姿鳴．黃丹喬．謝夢萍 |                         |
| 第四集       | 張法民．黃丹喬．謝夢萍 |                         |
| 第五集       | 林先愛．黃丹喬．謝夢萍 |                         |
| 第六集       | 游詩潔．黃丹喬．陳廷軒 |                         |
| 第七集       | 游詩潔．黃丹喬．張語噥 |                         |
| 第八集       | 游詩潔．黃丹喬．張語噥 |                         |
| 第九集       | 游詩潔．黃丹喬．張語噥 |                         |
| 第十集       | 游詩潔．黃丹喬．張語噥 |                         |
| 第十一集     | 游詩潔．黃丹喬．張語噥 |                         |
| 第十二集     | 游詩潔．黃丹喬．張語噥 |                         |
| 第十三集     | 游詩潔．黃丹喬．張語噥 |                         |
| 第十四集     | 游詩潔．黃丹喬．張語噥 |                         |
| 第十五集     | 游詩潔．黃丹喬．張語噥 |                         |
| 第十六集     | 游詩潔．黃丹喬．張語噥 |                         |
| 第十七集     | 黃燕玲．黃丹喬．張語噥 |                         |
| 第十八集     | 黃燕玲．黃丹喬．張語噥 |                         |
| 第十九集     | 黃燕玲．黃丹喬．張語噥 |                         |
| 第二十集     | 黃燕玲．黃丹喬．張語噥 |                         |
| 第二一集     | 黃燕玲．黃丹喬．張語噥 |                         |
| 第二二集     | 黃燕玲．黃丹喬．張語噥 |                         |
| 第二三集     | 陳雨均．黃丹喬．張語噥 |                         |
| 第二四集     | － ． － ． －         |                         |
| 第二五集     | 林先愛．黃丹喬．張語噥 |                         |
| 第二六集     | 張詒博．何彥臻．張語噥 |                         |
| 第二七集     | 張詒博．何彥臻．張語噥 |                         |
| 第二八集     | 賴怡安．何彥臻．張語噥 |                         |
| 第二九集     | 賴怡安．喬子齊．張語噥 |                         |
| 第三十集     | 鐘韡驤．喬子齊．張語噥 |                         |
| 第三一集     | 鐘韡驤．史育瑋．張語噥 |                         |
| 第三二集     | 鐘韡驤．史育瑋．張語噥 |                         |
| 第三三集     | 鐘韡驤．史育瑋．張語噥 |                         |
| 第三四集     | 鐘韡驤．史育瑋．張語噥 |                         |
| 第三五集     | 鐘韡驤．史育瑋．張語噥 |                         |
| 第三六集     | 鍾韡驤．史育瑋．張語噥 | 張語噥到達25關,比賽結束 |

## 外部連結
- 官方網站－三立 （繁體中文）
- 超級偶像SuperIdol的Facebook專頁 （繁體中文）
- 超級偶像SuperIdol的新浪微博 （繁體中文）
- YouTube上的超級偶像 Super Idol頻道 （繁體中文）

| 台灣 三立都會台 星期日22:00~00:00          | 台灣 三立都會台 星期日22:00~00:00                      | 台灣 三立都會台 星期日22:00~00:00 |
| ------------------------------------------ | ------------------------------------------------------ | --------------------------------- |
|                                            | 超級偶像9 （2014年4月6日－2014年12月7日）              |                                   |
| 超級偶像8 （2013年7月21日－2014年3月30日） | 綜藝大熱門精華版、國光幫幫忙精華版 （2015年1月25日起） |                                   |